# Classe Spica (torpilleur suédois)
La classe Spica est une série de vedettes rapides lance-torpilles en service dans la marine suédoise à partir de 1966. La classe comprend en réalité deux classes presque identiques : Spica I et II, cette dernière étant aussi appelée classe Norrköping.

## Historique
Après la Seconde Guerre mondiale, la marine suédoise a progressivement abandonné ses grands navires, trop vulnérables aux attaques des Soviétiques dans la mer Baltique. Le choix a été fait d’utiliser à la place des vedettes rapides armées de torpilles et de missiles.
Le Spica, premier navire de la classe Spica I, entre en service en 1966 et le dernier des six exemplaires commandé en 1968. Une seconde série très similaire, la classe Spica II comptant douze unités, est mise en service entre 1973 et 1976. À partir de 1985, les navires des deux classes sont modifiés afin de remplacer les torpilles par des missiles.
Bien que parfois appelée classe Spica III, la classe Stockholm développée dans les années 1980 contient des navires considérablement plus grands de type corvette et n’est que lointainement apparentée à la classe Spica.

## Caractéristiques

### Classe Spica I
Les navires de la classe Spica I sont des vedettes de 42,70 m déplaçant 215 t à pleine charge pour un tirant d’eau de 2,60 m. Leurs trois turbines à gaz Rolls-Royce Proteus développent au total 12 720 ch sur trois arbres, ce qui leur permet d’atteindre une vitesse maximale de 40 nœuds. L’équipage est de vingt-huit marins.
L’armement principal est à l’origine constitué d’un canon Bofors de 57 mm montée dans une tourelle en proue, ainsi que de six tubes permettant de lancer des torpilles de 533 mm Tp61 filoguidées. Ces tubes ont été progressivement remplacés à partir de 1985 par des lanceurs de missiles Bofors RBS-15. Les lance-torpilles comme les lance-missiles peuvent être retirés et remplacés en cas de besoin par un dispositif permettant de mouiller des mines. L’armement secondaire est constitué de rails de lancement de fusées éclairantes situés de chaque côté de la passerelle. La veille est assurée par un radar Scanter 009 et la conduite de tir par un système HSA M22.

### Classe Spica II
Les navires de la classe Spica II sont presque identiques à ceux de la classe Spica I. Ils s’en distinguent par une longueur légèrement supérieure avec 43,60 m. Les moteurs sont les mêmes, mais avec une puissance là aussi légèrement plus élevée avec 12 900 ch. La principale différence est la réduction du nombre de fusées éclairantes, désormais placées sur la tourelle et l’ajout d’un radar de veille aérienne LM Ericsson Girafe, lui permettant de repérer les aéronefs volant à basse altitude. Enfin, le système de conduite de tir est différent, étant sur ces navires le PEAB 9LV200 Mk I repris de la classe Hugin. 

## Navires
La classe Spica I comprend, dans l’ordre de leur lancement, les navires Spica, Sirius, Capella, Castor, Vega et Virgo.
La classe Spica II comprend, dans l’ordre de leur lancement, les navires Norrköping, Nynäshamn, Norrtälje, Varberg, Västeräs, Västervik, Umeå, Piteå, Luleå, Halmstad, Strömstad et Ystad.

### Données techniques
| Modèle                          | Spica I                                                                                | Spica II                                                                               |
| ------------------------------- | -------------------------------------------------------------------------------------- | -------------------------------------------------------------------------------------- |
| Longueur (m)                    | 42,70                                                                                  | 43,60                                                                                  |
| Largeur (m)                     | 7,10                                                                                   | 7,10                                                                                   |
| Tirant d’eau (m)                | 2,60                                                                                   | 2,60                                                                                   |
| Déplacement à pleine charge (t) | 215                                                                                    | 215                                                                                    |
| Membres d’équipage              | 28                                                                                     | ?                                                                                      |
| Motorisation                    | 3 turbines à gaz Rolls Royce Proteus                                                   | 3 turbines à gaz Rolls Royce Proteus                                                   |
| Puissance totale                | 12 720 ch                                                                              | 12 900 ch                                                                              |
| Propulsion                      | Trois arbres, trois hélices                                                            | Trois arbres, trois hélices                                                            |
| Vitesse maximale                | 40 nœuds (74 km/h)                                                                     | ?                                                                                      |
| Armement (avant 1985)           | 1 canon Bofors de 57 mm, 6 tubes lance-torpilles de 533 mm                             | 1 canon Bofors de 57 mm, 6 tubes lance-torpilles de 533 mm                             |
| Armement (après 1985)           | 1 canon Bofors de 57 mm, 2-4 tubes lance-torpilles de 533 mm, 4-6 lance-missiles RBS15 | 1 canon Bofors de 57 mm, 2-4 tubes lance-torpilles de 533 mm, 4-6 lance-missiles RBS15 |
| Radar                           | 1 radar de veille Scanter 009                                                          | 1 radar de veille Scanter 009                                                          |
| Conduite de tir                 | HSA M22                                                                                | PEAB 9LV200 Mk I                                                                       |